# Ara Eivissa
Ara Eivissa és una formació política creada inicialment com a coalició entre Guanyem Eivissa,  Esquerra Republicana i Equo. Es va presentar públicament el febrer del 2019 amb la intenció de presentar-se a les eleccions municipals, autonòmiques i del consell insular d'Eivissa.
El març del mateix any varen anunciar que concorrerien a les eleccions generals espanyoles sota la candidatura Veus Progressistes, juntament amb Més per Mallorca, Més per Menorca i Esquerra Republicana de les Illes Balears. Tanmateix, al senat es presentaren en solitari per la circumscripció d'Eivissa i Formentera amb Josep Antoni Prats com a candidat.
Ara Eivissa es defineix com a ecosobiranista, ecologista, municipalista i feminista.
El 29 d'abril de 2022 es va presentar la coalició Ara Més formada per Més per Mallorca, Més per Menorca, Ara Eivissa i persones independents per concórrer a les eleccions generals espanyoles de 2023 i garantir la seva presència al Congrés dels Diputats d'Espanya.
A les eleccions municipals de 2023, Ara Eivissa presenta candidatures als municipis de Sant Josep i Eivissa Ciutat, al Consell Insular i al Parlament Balear.
El 2024 Ara Més es va incorporar a la coalició electoral Ara Repúbliques per concórrer a les eleccions europees.